# Danny Gris
Daniel Clementino Gris da Silva, conhecido como Danny Gris, (Porto Alegre, 24 de dezembro de 1950) é um ator e locutor brasileiro.

## Filmografia

### Longas
- 1976 - Carmen a Cigana
- 1977 - Na trilha da justiça
- 2011 - O guri
- 2013 - O Tempo e o Vento[2]
- 2014 - Eu odeio o Big Bróder[3]
- 2015 - Diminuta
- 2016 - O maníaco do Facebook[4]
- 2016 - Os senhores da guerra
- 2018 - Em 97 era assim
- 2018 - O avental rosa[5]
- 2020 - Algo de errado não está certo[6]

### Curtas
- 2000 - Rostos – Documentário
- 2009 - A invasão do Alegrete
- 2009 - Um breve assalto
- 2008 - Os boçais
- 2010 - Uttara
- 2011 - Um conto à deriva

## Televisão
- 2006 - Os 7 pecados (série - RBS)
- 2013 - Toda vez que dizemos adeus (série – PUC/RS)
- 2014 - Animal (série – GNT)  [7]
- 2014 - Oxigênio (série - RBS)
- 2014 - Bocheiros (série - TVE)
- 2019 - Liberto (série – Box Brazil) [8]